# کابل مسی با عایق معدنی

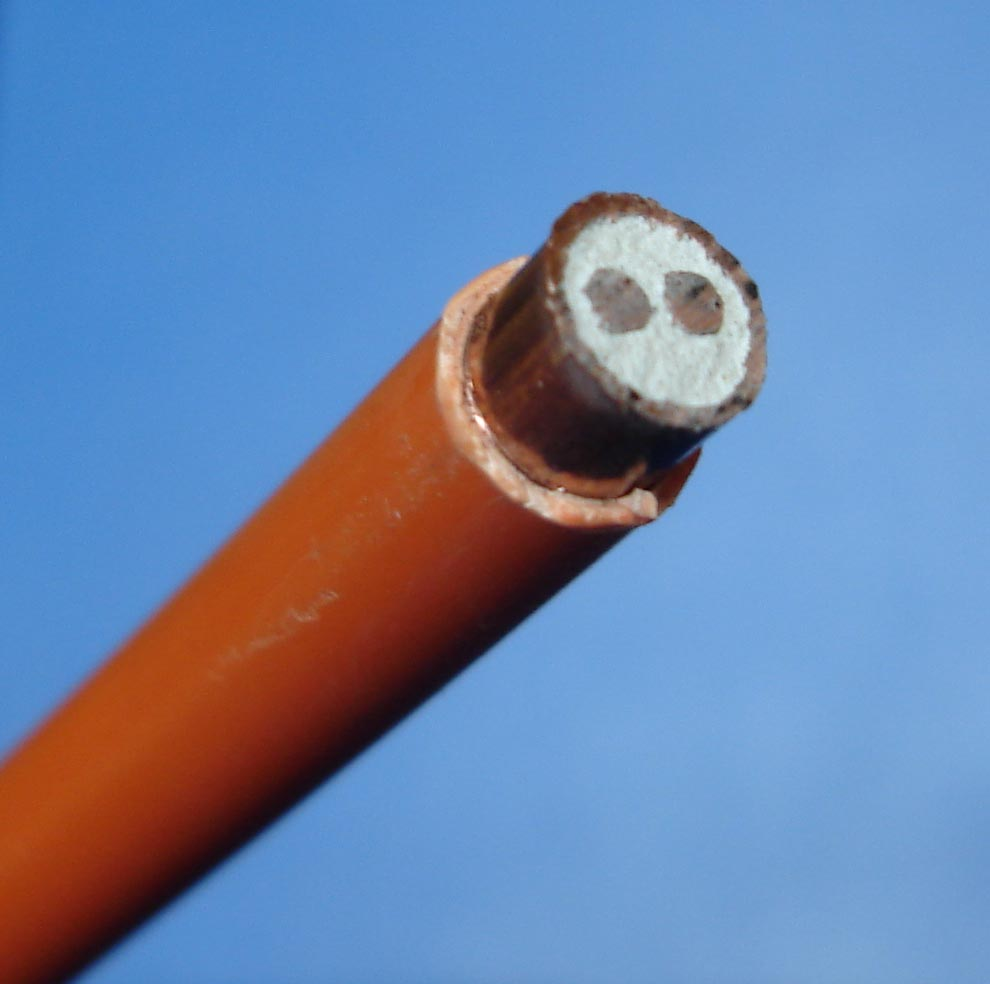
کابل مسی با عایق معدنی

کابل مسی با عایق معدنی (انگلیسی: Mineral-insulated copper-clad cable) گونه‌ای از کابل‌های الکتریکی است که در آن هادی مسی در غلاف مسی قرار دارد و جهت عایق‌کاری از پودر خشک غیر ارگانیک منیزیم اکسید استفاده شده است. رسانه‌ های این کابل بنابر تولید کننده از هفت تا ۱۹ رشته رسانه تشکیل می‌شود. هادی‌ها در غلاف دایره‌ای مسی قرار دارند که با پودر خشک منیزیم اکسید پرشده‌اند. این کابل به دلیل عدم وجود مواد ارگانیک (به جز در انتها) نسبت به کابل های پلاستیکی مقاومت بالاتری در مقابل آتش دارند. 